# Стара кућа породице Жмурић
Стара кућа породице Жмурић се налази у Малој Иванчи, насељеном месту на територији градске општине Сопот. Као ретко очувану руралну целину и специфичан микроамбијент представља непокретно културно добро као споменик културе.
Кућа породице Жмурића је настала у другој половини 19. века, подигнута за потребе живота и рада једног типичног сеоског домаћинства тога времена, као типски представник такозване млађе моравске куће. У оквиру кућишта посебан значај имају привредне и помоћне зграде због своје функционалности, архитектонске и ликовне обраде и традиционалне технике градње. 
Данас постоји само кућа, док су помоћни објекти порушени или потпуно девастирани.